# Dobârceni
Dobârceni è un comune della Romania di 2 867 abitanti, ubicato nel distretto di Botoșani, nella regione storica della Moldavia.
Il comune è formato dall'unione di 6 villaggi: Bivolari, Brăteni, Cișmănești, Dobârceni, Livada, Murguța.